# Jan Schouten (burgemeester)
Johannes (Jan) Schouten (Bergen (Noord-Holland), 14 juli 1925 – Oss, 25 maart 2002) was een Nederlands politicus van de KVP en later het CDA.
Hij is afgestudeerd in de rechten en was jurist in algemene dienst bij de gemeente Arnhem voor hij in april 1965 benoemd werd tot burgemeester van Schaijk. In 1979 nam hij afscheid en volgde zijn benoeming tot burgemeester van Raamsdonk. Hij ging daar in 1990 met pensioen en overleed in 2002 op 76-jarige leeftijd.